# الحضن (نهم)

تعديل مصدري - تعديل

الحضن هي إحدى قرى عزلة عيال غفير بمديرية نهم التابعة لمحافظة صنعاء، بلغ تعداد سكانها 164 نسمة حسب تعداد اليمن لعام 2004.